# Anne Baxter
Anne Baxter (Michigan City, 7 mei 1923 – New York, 12 december 1985) was een Amerikaans actrice.

## Biografie
Baxter werd geboren in Michigan City als dochter van Kenneth Stuart Baxter en Catherine Wright. Haar grootvader was de beroemde architect Frank Lloyd Wright. Ze werd opgevoed in New York en bezocht als kind meerdere keren toneelstukken op Broadway. Hier begon haar liefde voor acteren.
Vanaf haar dertiende lukte het Baxter om zelf ook te spelen in stukken op Broadway. Ze wilde het hier niet bij laten en probeerde het vanaf de jaren 40 ook in de filmindustrie. Ze deed een screentest voor Rebecca (1940), maar verloor van Joan Fontaine, omdat regisseur Alfred Hitchcock haar te jong vond. Toch kreeg ze een contract voor zeven jaar bij 20th Century Fox. Haar eerste filmrol was in 20 Mule Team (1940).
Ze werd al snel opgemerkt en Orson Welles bood haar een rol aan in de film The Magnificent Ambersons (1942). Haar eerste grote rol kwam in 1946. Ze was toen te zien in de film The Razor's Edge. Hiervoor won ze een Academy Award voor Beste Vrouwelijke Bijrol.
Na nog een paar films gemaakt te hebben, was ze in 1950 te zien in een van de bekendste films uit haar tijd: All About Eve. Ze kreeg hiervoor een nominatie voor Beste Actrice. Toch ging ze rond deze tijd ook weer terug naar het theater. In 1953 was ze op Broadway samen met Tyrone Power te zien in John Brown's Body.
Toch bleef ze nog steeds actief films maken. Ze had onder andere een grote rol in de Oscarwinnende The Ten Commandments (1956). Vanaf de jaren 60 was ze vooral te zien in televisieseries, waaronder in zeven afleveringen van Batman.
Vanaf de jaren 70 was ze opnieuw te zien op Broadway. Ze speelde in Applause, de Broadway-versie van All About Eve. Nu speelde ze echter Margo Channing, de rol die Bette Davis in de film vertolkte.
In de jaren 80 speelde ze de rol van Victoria Cabot in de televisieserie Hotel.
In 1985 overleed ze als gevolg van een hersenbloeding.

## Filmografie
- 20 Mule Team (1940)
- The Great Profile (1940)
- Charley's Aunt (1941)
- Swamp Water (1941)
- The Pied Piper (1942)
- The Magnificent Ambersons (1942)
- Crash Dive (1943)
- Five Graves to Cairo (1943)
- The North Star (1943)
- The Sullivans (1944)
- The Purple Heart (1944)
- The Eve of St. Mark (1944)
- Sunday Dinner for a Soldier (1944)
- Guest in the House (1944)
- A Royal Scandal (1945)
- Smoky (1946)
- Angel on My Shoulder (1946)
- The Razor's Edge (1946)
- Blaze of Noon (1947)
- Mother Wore Tights (1947)
- Homecoming (1948)
- The Walls of Jericho (1948)
- The Luck of the Irish (1948)
- Yellow Sky (1949)
- You're My Everything (1949)
- A Ticket to Tomahawk (1950)
- All About Eve (1950)
- Follow the Sun (1951)
- The Outcasts of Poker Flat (1952)
- O. Henry's Full House (1952)
- My Wife's Best Friend (1952)
- I Confess (1953)
- The Blue Gardenia (1953)
- Carnival Story (1954)
- Bedevilled (1955)
- One Desire (1955)
- The Spoilers (1955)
- The Come On (1956)
- The Ten Commandments (1956)
- Three Violent People (1956)
- Chase a Crooked Shadow (1957)
- Summer of the Seventeenth Doll (1960)
- Cimarron (1960)
- Mix Me a Person (1962)
- Walk on the Wild Side (1962)
- The Family Jewels (1965) (Cameo)
- Seven Vengeful Women (1966)
- The Busy Body (1967)
- Stranger on the Run (1967
- Fools' Parade (1971)
- The Late Liz (1971)
- Lapin 360 (1972)
- Jane Austen in Manhattan (1980)